# Rhinella beebei
Rhinella beebei är en groddjursart som först beskrevs av José María Alfono Félix Gallardo 1965.  Rhinella beebei ingår i släktet Rhinella och familjen paddor. IUCN kategoriserar arten globalt som livskraftig. Inga underarter finns listade i Catalogue of Life.